# Tysklands återförening
Tysklands återförening avser det tidigare Östtysklands (DDR:s) anslutning till Förbundsrepubliken Tyskland (BRD), som tidigare även kallats Västtyskland. Den formella anslutningen skedde den 3 oktober 1990, då de nya delstaterna inom DDR:s tidigare område, liksom östra Berlin, blev en del av den tidigare, men nu utökade, Förbundsrepubliken Tyskland. Sedan dess är den 3 oktober Tysklands nationaldag, Tag der Deutschen Einheit (sv: Tyska enhetens dag).

## Bakgrund
Efter andra världskrigets slut 1945 var Tyskland ockuperat av  de allierade segermakterna Frankrike, Sovjetunionen, Storbritannien och USA. På grund av efterkrigstidens politiska spänningar mellan öst och väst, kalla kriget, bildades två tyska stater, knutna till var sitt maktblock; delstaterna i de västliga ockupationszonerna bildade den 23 maj 1949 Förbundsrepubliken Tyskland (BRD), "Västtyskland", medan den sovjetiska zonen blev Tyska demokratiska republiken (DDR), "Östtyskland" den 7 oktober samma år.
Förbundsrepubliken Tyskland (BRD), "Västtyskland", utgick vid antagandet av författningen från att det tidigare Tyskland inte var borta såsom stats- och folkrättssubjekt. Utgångspunkten för medborgarskap var Tysklands storlek per den 31 december 1937, det vill säga året före införlivandet av Österrike och Sudetlandet.
Detta framkommer framför allt i artikel 116 i författningen, där statstillhörigheten definieras: ”(1)Tysk är i författningens mening med undantag för andra lagliga regler, den som har tyskt medborgarskap, eller som flykting eller (lands)förvisad med tysk härkomst eller som dennes äkta make eller arvinge som funnit tillflykt på tysk mark efter den 31 december 1937.”
Detta medförde dock att det nygrundade BRD hade ett stort antal potentiella medborgare som inte kunde vara delaktiga i den nya staten. Därigenom blev också målet återförening en av de viktigaste uppgifterna för BRD, vilket framgår redan i det första stycket i förordet till författningen.
Författningen i Tyska demokratiska republiken (DDR), "Östtyskland", utgick till en början från att det skulle komma en tysk återförening. Efter tilltagande distansering från väst, hade dock formuleringar om återförening och om en tysk nation strukits i och med författningsändringen 1974.

## Murens fall hösten 1989

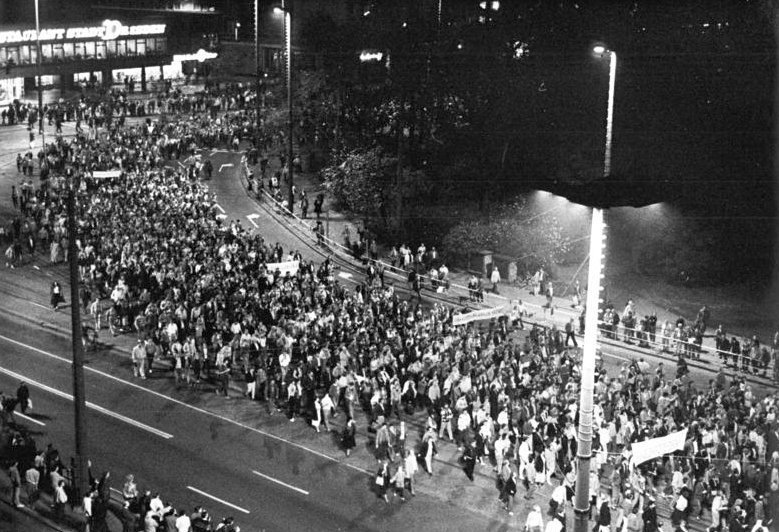
Måndagsdemonstration i Leipzig den 23 oktober 1989

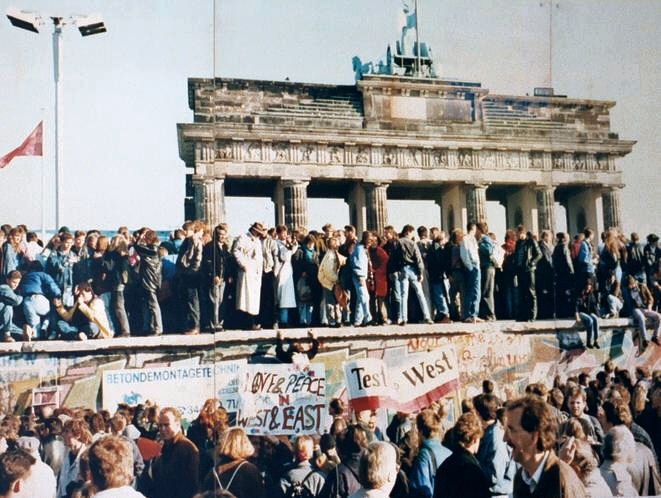
Berlinmuren vid Brandenburger Tor just efter öppningen i november 1989

Efter reformer i andra östländer, exempelvis av den reformpolitik Michail Gorbatjov startat i Sovjetunionen, var den östtyska regimen sensommaren och hösten 1989 pressad och hade svårt att hantera situationen. Hundratusentals östtyskar flydde till väst, denna gång via Ungern, Prag och Warszawa, inte minst för att gränsen mellan Ungern och Österrike hade blivit lättare för östmedborgare att passera.
Allt fler östtyskar trotsade regimens förbud och genomförde upprepade demonstrationer för demokrati. Under hösten 1989 startade de s.k. måndagsdemonstrationerna. Leipzig, som startade med måndagsdemonstrationer den 4 september, utmärkte sig med särskilt stora demonstrationer. Den 2 oktober 1989 upplöste polisen i Leipzig med våld den dittills största av dessa demonstrationer, med runt 20 000 deltagare. Men veckan därpå var deltagarna fler, och två veckor senare demonstrerade 120 000 personer i Leipzig för demokrati. Efter några dagar tvingades den östtyske ledaren Erich Honecker att avgå och ersattes av Egon Krenz. Den 4 november demonstrerade hela 500 000 människor i Östberlin för demokratiska reformer.
Den 9 november 1989 beslutade kommunistpartiets politbyrå, med tanke på det politiska trycket, att tillåta privata besök i väst. Det skulle gälla från följande dag, och ansökan skulle krävas. Brister i kommunikation och samordning gjorde dock att man stod handlingsförlamad när stora folkmassor samma kväll samlades vid Berlinmurens gränsövergångar och krävde passage. Man kunde inget annat göra än att öppna muren, och inom ett år skulle DDR vara upplöst och dess område vara upptaget inom ett utökat Förbundsrepubliken Tyskland. Den plötsliga omvälvningen kring murens fall omnämns ofta som die Wende (sv. vändpunkten, förändringen).

## Vägen fram till återföreningen
DDR var redan pressat av dålig ekonomi och inrikes tilltagande politiska protester. Man såg inte mycket alternativ till att närma sig sin västliga granne.
Bara några veckor efter att muren öppnats presenterade den västtyske förbundskanslern Helmut Kohl ett tiopunktsprogram för det framtida arbetet med den tyska återföreningen som slutmål.
I februari meddelade Gorbatjov att Sovjetunionen inte skulle hindra ett tyskt enande.
DDR avskaffade enpartistaten och höll den 18 mars de första fria valen. Det konservativa Allianz für Deutschland blev största grupperingen och Lothar de Maizière (CDU) blev ministerpresident för en stor koalition.
Den 18 maj undertecknades ett fördrag mellan de båda tyska staterna om en valuta- ekonomi- och socialpolitisk union, som trädde i kraft den 1 juli.
Den 17 juni antog det östtyska parlamentet en lag, Gesetz zur Privatisierung und Reorganisation des volkseigenen Vermögens (Treuhandgesetz), enligt vilken den nya myndigheten Treuhandanstalt efter återföreningen skulle genomföra mesta möjliga, och snabbast möjliga privatisering, alternativt nedläggning, av de östtyska statliga företagen.

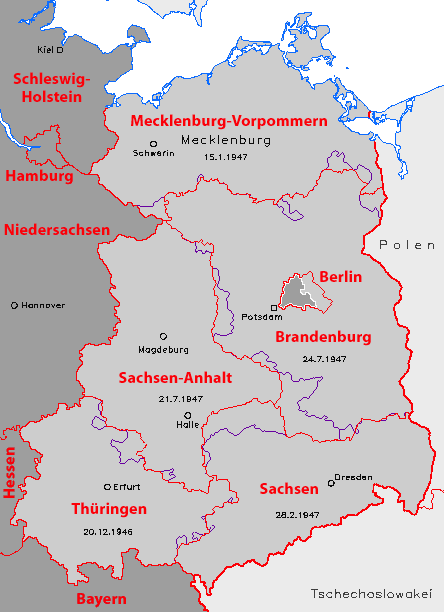
De 1990 skapade förbundsländerna (röda gränslinjer) följde ungefär gränserna för delstaterna fram till 1952 (i svart)

Inför återföreningen beslutades den 22 juli 1990 om att DDR:s 14 delområden, Bezirke, utanför Berlin, i samband med anslutningen till förbundsrepubliken i oktober, skulle bilda de fem nya förbundsländerna Brandenburg, Mecklenburg-Vorpommern, Sachsen, Sachsen-Anhalt och Thüringen. Dessas gränser var i stort, men inte helt, överensstämmande med de delstater som upphört i DDR under 1950-talet.
Den 23 augusti följde Volkskammers beslut med 2/3 majoritet att de tidigare östtyska förbundsländerna, i enlighet med artikel 23 i förbundsrepublikens författning, skulle ansluta sig till Förbundsrepubliken och dess författning i oförändrad form, med verkan från 3 oktober 1990.
Den 31 augusti följde avtalet, Einigungsvertrag, mellan de tyska staterna att Tyskland skulle återförenas och detta från och med 3 oktober 1990.
I Två plus fyra-fördraget, slutet i Moskva den 12 september 1990, avsade sig de fyra segrarmakterna efter andra världskriget (Sovjetunionen, USA, Frankrike och Storbritannien) sina rättigheter i Tyskland, och Tyskland erkände Oder-Neisse-linjen som sin östgräns.

## Opposition mot återföreningsprocessen

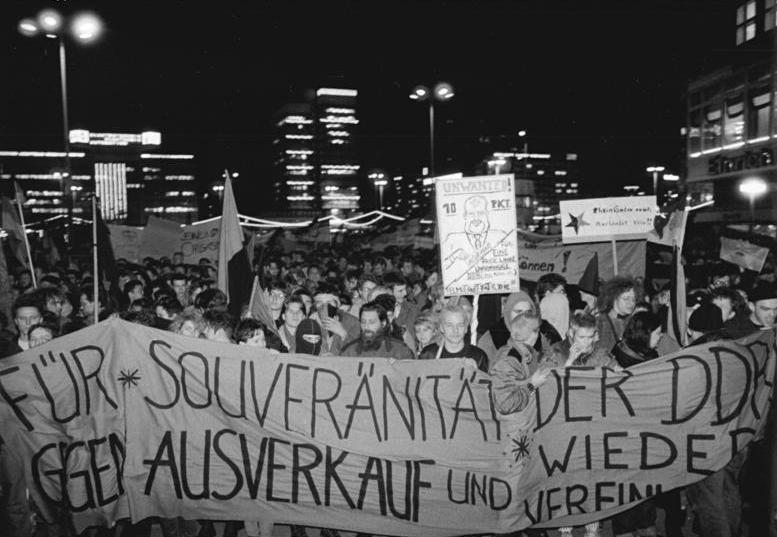
Demonstration i Östberlin i december 1989 för ett fortsatt självständigt DDR.

Det fanns också opposition mot återföreningen inom både Väst- och Östtyskland, mot en återförening över huvud taget eller mot den snabba anslutningsprocess som var på väg. Argument för en mindre skyndsam process var möjligheten att utveckla en ny, gemensam författning inför ett sammangående, liksom möjlighet att få en ekonomiskt smidigare övergångsperiod.
Det fanns i Västtysklands grundlag utrymme för en ny, gemensam författning, enligt artikel 146, och för detta uttalade sig bland annat den östtyska medborgarrättsrörelsen och i Västtyskland socialdemokratiska SPD. Opinionsmätningar i både öst och väst tolkades dock som att det fanns ett stort stöd för snabbast möjliga anslutning av det östtyska området till förbundsrepubliken i väst och till dess författning i oförändrad form, vilket det också fanns utrymme för, enligt dess artikel 23.

## Den 3 oktober 1990

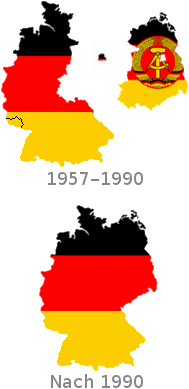
Förbundsrepubliken Tyskland utökades 1957 med Saarland och 1990 med forna DDR-området inklusive Berlin.

Den 3 oktober 1990 anslöt sig de nya förbundsländerna, "die neuen Länder", från DDR:s tidigare område, liksom Östberlin, till Förbundsrepubliken Tyskland. Den 3 oktober är sedan dess Tysklands nationaldag, Tag der Deutschen Einheit (sv. Tyska enhetens dag).
Samtidigt, den 3 oktober 1990, blev Berlin officiellt det återförenade Tysklands huvudstad.
Först 1991 kom dock beslutet om den fysiska flytten av Tysklands parlament, förbundsdagen, och regering från Bonn till Berlin.

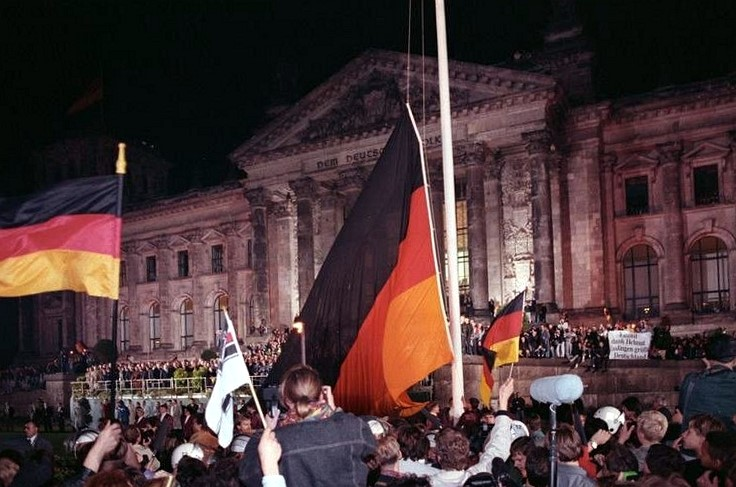
Die Fahne der Einheit hissas framför Riksdagshuset i Berlin inför återföreningen den 3 oktober 1990

## En fortsatt återföreningsprocess
Tysklands historia efter återföreningen har fortsatt att präglats av den omfattande processen att sammanföra de två starkt ojämlika delarna av landet. Tyskland är sedan dess Europas näst folkrikaste land, efter Ryssland, och liksom det tidigare Västtyskland, har Tyskland efter återföreningen fortsatt vara en ekonomisk och politisk tungviktare i Europa, men de tidigare västtyska delarna är fortfarande starkt dominerande.